# Isosaari (ö i Finland, Lappland, Östra Lappland, lat 66,24, long 28,19)
Isosaari är en ö i Finland. Den ligger i sjön Yli-Suolijärvi och i kommunen Posio i den ekonomiska regionen  Östra Lapplands ekonomiska region  och landskapet Lappland, i den norra delen av landet, 700 km norr om huvudstaden Helsingfors. Öns area är 6,6 hektar och dess största längd är 340 meter i sydöst-nordvästlig riktning.